# Denis Albert
Pour les articles homonymes, voir Albert.
Denis Albert , né le 15 décembre 1819 à Balzac en Charente et mort dans la même commune le 27 décembre 1878, est un vigneron et l'auteur d'un traité sur la régénération de la vigne et des céréales.

## Biographie
Denis Albert est né en 1819 à Balzac, fils de Jean Albert, cultivateur, et de Marguerite Rouffignac, son épouse.
Devenu vigneron, il publie en 1858 un traité sur la régénération de la vigne et des céréales. Dans ce mémoire, qui lui vaut une médaille d'argent de la Société d'agriculture de la Charente, Denis Albert propose de nouvelles méthodes pour régénérer les vignes, des remèdes aux maladies, d'autres tailles, greffes et manière de faire le vin.
L'ouvrage est réédité et augmenté en 1862 et 1863, puis une troisième réédition paraît l'année suivante : elle comporte de nombreux nouveaux chapitres, sur la confection des vins rouges, blancs et rosés, les vins mousseux, les vins liquoreux, l'eau-de-vie, ainsi qu'une préface dans laquelle l'auteur conte l'origine de son traité, entrepris dès 1848.
Célibataire, Denis Albert meurt en 1878 à son domicile, aux Courlits à Balzac.

## Publications
- Mémoire concernant la régénération de la vigne et autres végétaux... Angoulême, impr. de Lefraise, 1858
- Mémoire concernant la régénération de la vigne et autres végétaux... 2e édition, augmentée et corrigée, Angoulême, Imprimerie charentaise Nadaud, 1862 [lire en ligne]
- Traité sur la régénération de la vigne et autres végétaux... Troisième édition augmentée et corrigée. Angoulême, Imprimerie charentaise Nadaud, 1863 [lire en ligne]
- Traité sur la régénération de la vigne et des céréales... Quatrième édition corrigée et augmentée. Angoulême, Imprimerie charentaise Nadaud, 1864 [lire en ligne]